# Бријест (Теочак)
Бријест је насељено мјесто у општини Теочак, Босна и Херцеговина.

## Историја
Бријест је до рата у цјелини било у саставу општине Лопаре.

## Становништво
|             | 2013.      | 1991.        | 1981.        | 1971.        |
| Укупно      | 5 (100,0%) | 379 (100,0%) | 402 (100,0%) | 418 (100,0%) |
| Срби        | 5 (100,0%) | 372 (98,15%) | 384 (95,52%) | 417 (99,76%) |
| Остали      | –          | 4 (1,055%)   | –            | 1 (0,239%)   |
| Југословени | –          | 2 (0,528%)   | 18 (4,478%)  | –            |
| Хрвати      | –          | 1 (0,264%)   | –            | –            |